# Copris armatus
Copris armatus là một loài bọ cánh cứng trong họ Bọ hung (Scarabaeidae).